# 922
922 (CMXXII) fue un año común comenzado en martes del calendario juliano, en vigor en aquella fecha.

## Acontecimientos
- 29 de junio: Roberto I de Francia es coronado en Reims

## Nacimientos
- Liutprando de Cremona, historiador Medieval.

## Fallecimientos
- 26 de marzo - Al-Hallaŷ, escritor y maestro sufí
- Ōshikōchi Mitsune, poeta waka
- Fortún Garcés, rey de Navarra (c. 922)
- Sahak Sevada I